# Wellington Reservoir
Das Wellington Reservoir ist ein Stausee im Südwesten des australischen Bundesstaates Western Australia. Der Staudamm ca. 20 km westlich von Collie ist mit einer Wasserturbine ausgestattet, die eine Leistung von 2 MW liefert. Dieses Wasserkraftwerk ist eines von nur zwei in Western Australia. Der nördliche Teil des Stausees liegt im Wellington-Nationalpark.
Der Staudamm wurde 1933 gebaut und 1956 erweitert und das Kraftwerk selbst entstand in den 1950er-Jahren.
Das Wellington Reservoir ist das größte im Südwesten von Western Australia und das zweitgrößte in ganz Western Australia. Es liegt im Verlauf des Collie River.
Im Dezember 2009 führte die Water Corporation ein AU-$ 41 Mio. teures Projekt zur Verstärkung des Staudamms durch.

## Geschichte
Das Wellington Reservoir wurde in der ersten Hälfte des 20. Jahrhunderts gebaut, um Trinkwasser in das Great Southern Towns Water Supply System – das Wasserversorgungssystem für die Städte des Wheatbelt-Region in Western Australia – einzuspeisen. Damit wurden Städte im Norden bis nach Northam, im Osten bis nach Lake Grace und im Süden bis nach Katanning versorgt. Die Versorgungsleitung läuft praktisch parallel zum Goldfields Water Supply Scheme (genauer vom Mundaring Weir bis nach Kalgoorlie) und die beiden Leitungen sind sogar irgendwo verbunden.
Das Wellington Reservoir wird vom Collie River und seinen Nebenflüssen gespeist, die in den 1960er- und 1970er-Jahren langsam salzig wurden. In den 1980er-Jahren wurde dort viel Wiederaufforstung betrieben, um den Trend zur Versalzung zu bremsen. Ein neuer Stausee, der Lake Ballingall am Harris River wurde in den 1990er-Jahren fertiggestellt und versorgt das Wellington Reservoir mit Süßwasser, bis es eines Tages wieder salzfrei ist.
Das Wellington Reservoir wurde 1935 für die Bewässerung der landwirtschaftlichen Flächen in der Küstenebene mit einer Kapazität von 35 Mio. m³ angelegt. In den darauf folgenden Jahrzehnten wurde die Staumauer mehrfach erhöht und 1960 erreichte der See eine Kapazität von 185 Mio. m³.

## Galeriebilder

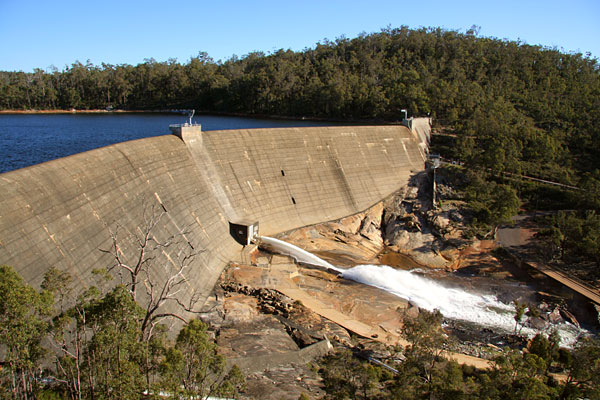
Wellington Reservoir vor der Verstärkung der Staumauer 2009
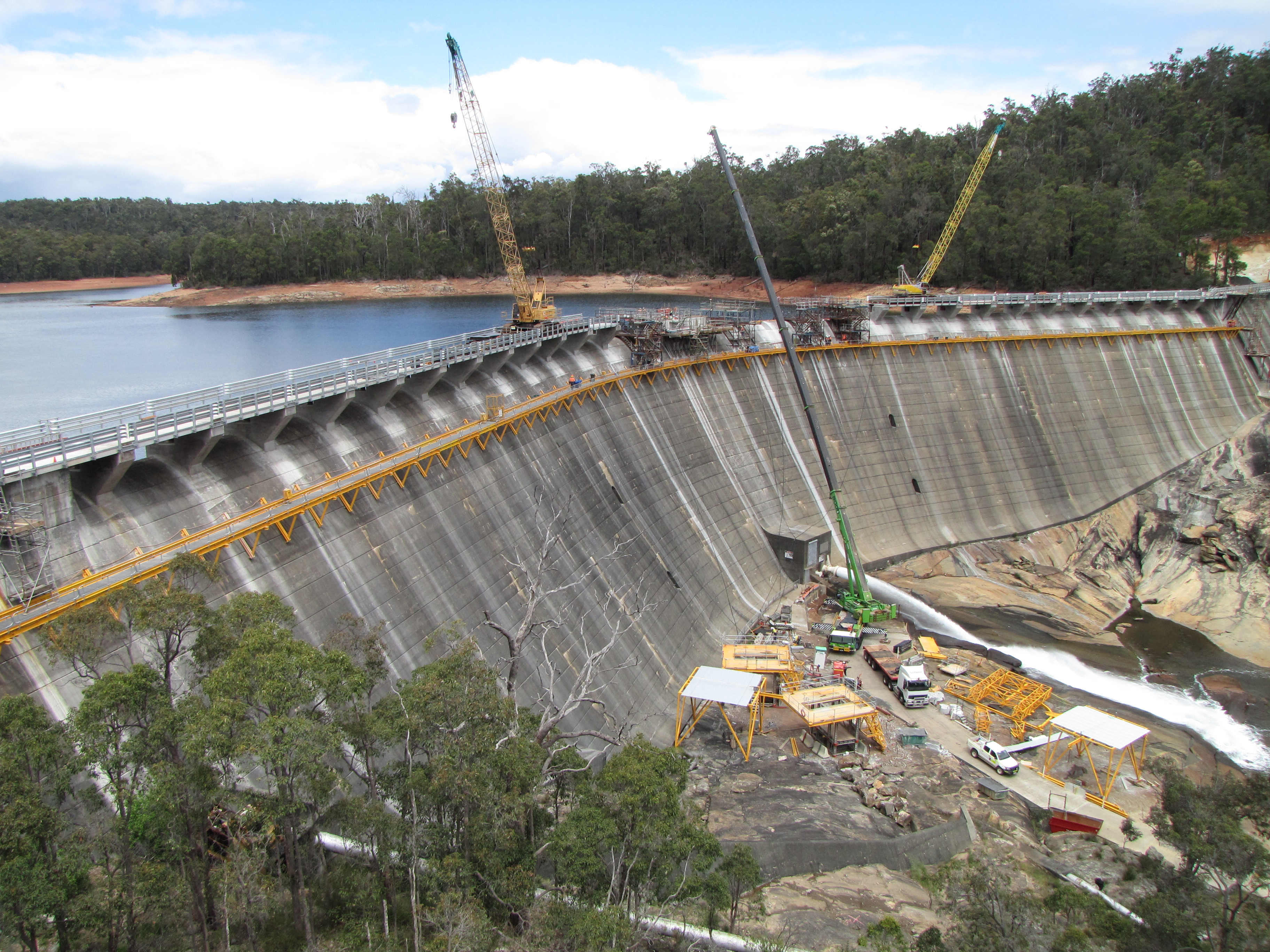
Wellington Reservoir in der Bauphase (Oktober 2010)